# Pietro Raimondo I di Pallars Jussà
Pietro Raimondo I di Pallars Jussà (in spagnolo Pedro Ramón, in catalano Pere Ramon, in francese Pierre Raymond; seconda metà secolo XI – 1112 circa) fu Conte di Pallars Jussà dal 1098 alla sua morte.

## Origine
Secondo il capitolo n° XXXVI del libro XLVI della España sagrada. 46, De las santas iglesias de Lérida, Roda y Barbastro, Pietro Raimondo era il figlio primogenito del Conte di Pallars, Raimondo IV e di Valença de Tost, che era figlia di Arnau Mir de Tost, signore di Àger. e della moglie Arsenda (confermato dal testamento di Arsenda.

Secondo il capitolo n° XXXVI del libro XLVI della España sagrada. 46, De las santas iglesias de Lérida, Roda y Barbastro, Raimondo IV di Pallars Jussà era il figlio primogenito del Conte di Pallars ed ex Conte consorte di Ribagorza, Raimondo III e di Ermesinda, di cui non si conoscono gli ascendenti.

## Biografia
Nel 1068, Pietro Raimondo (Petro Bernardi nepoto meo) viene citato nel testamento della nonna materna, Arsenda.
Nel 1069, secondo il documento n° CCLXXIII della Marca Hispanica, Appendix, Pietro Raimondo, assieme ai genitori, Raimondo IV e Valença de Tost (Raimundus gratia Dei comes et uxor mea Valencia comitissa una cum filio Petro) confermò una donazione alla chiesa di Urgell.
Nel 1079, secondo il documento n° CCXCII della Marca Hispanica, Appendix, Pietro Raimondo, assieme ai genitori, Raimondo IV e Valença de Tost e al fratello, Arnaldo Raimondo (Raimundus Paliarensis comes atque indigena proles condam Raimundi comitis cum uxore mea Valença comitissa filiis quoque nostris Petro et Arnallo) fece una donazione alla chiesa di Tremp.
Non si conosce la data esatta della morte di suo padre, Raimondo IV, ma fu prima del 1º aprile 1100, in quanto in quella data, Pietro Raimondo (Petrus Dei gratia comes Pallariensis), secondo il documento n° CCCXXIII della Marca Hispanica, Appendix, fece una donazione in suffragio dell'anima di entrambi i genitori (parentum meorum Raymundi videlicet atque Valentiæ), mentre il documento n° CCCXXIV della Marca Hispanica, Appendix, inerente ad una donazione fatta da Pietro Raimondo, assieme ai fratelli, Arnaldo Raimondo e Bernardo Raimondo (ego Petrus comes cum fratribus meis Arnallo atque Bernardo), precisa che Raimondo IV morì prima di Valença de Tost.

Pietro Raimondo succedette a Raimondo IV assieme al fratello, Arnaldo Raimondo, che era in sottordine.
Nel 1104, Pietro Raimondo (Petrus Raimundi Paliarensis comes) fece una donazione alla chiesa di Urgell.
Pietro Raimondo, insieme ai suoi fratelli Arnaldo Raimondo, Bernardo Raimondo e Lorena tra il 1100 ed il 1112, ha fondato la chiesa canonica di Santa Maria di Mur, e, nel 1109, ha fatto alcune donazioni alla chiesa di Urgell.
Pietro Raimondo ha accompagnato il re di Aragona e di Pamplona, conte di Sobrarbe e Ribagorza, Alfonso I il Battagliero a Barbastro a stipulare un patto con il conte Bertrando II di Tolosa.
Pietro Raimondo inoltre favorì il ripopolamento del comune di Montanyana cedendolo a una famiglia della nobiltà per fortificarlo e colonizzarlo e affidandogli il castello di Montanyana e il suo feudo.
Pietro Raimondo morì senza figli, verso il 1112, poco dopo suo fratello Arnaldo Raimondo I, la contea passò all'altro fratello Bernardo Raimondo I.

## Discendenza
Di Pietro Raimondo non si conosce né una eventuale moglie né alcuna discendenza.

### Fonti primarie
- (LA)  España sagrada. 46.
- (LA)  Collecció diplomàtica de Sant Pere d´Àger fins 1198 Archiviato il 5 marzo 2016 in Internet Archive..
- (LA)  Marca Hispanica.

### Letteratura storiografica
- (EN) The Development of Southern French and Catalan Society, 718-1050, su libro.uca.edu.